# Janowo (Nidzica)
Janowo [pronunciación en polaco: /jaˈnɔvɔ/] (Anteriormente conocido en polaco como Janów) es una villa antigua, que ahora es un pueblo en el Distrito de Nidzica, Voivodato de Varmia y Masuria, en el norte de Polonia. Es la sede administrativa de la gmina (distrito administrativo) llamado Gmina Janowo. Se encuentra aproximadamente 17 kilómetros al este de Nidzica y 53 kilómetros al sur de la capital regional,Olsztyn.
El pueblo tiene una población de 1,000 habitantes.
De 1918 a 1939 Janowo era un pueblo de frontera de Polonia. El puente en el río Orzyc era la frontera entre la provincia alemana de Prusia Oriental y la Segunda República Polaca así como entre el Imperio ruso y el Imperio Alemán hasta 1914. En el lado alemán estaba el pueblo de Kamerau.
| Notables afiliaciones históricas           |
| ------------------------------------------ |
| República de las Dos Naciones 1569-1793    |
| Reino de Prusia 1793-1807                  |
| Gran Ducado de Varsovia 1807-1815          |
| Imperio ruso (Zarato de Polonia) 1815-1914 |
| Imperio alemán 1914-1918                   |
| Segunda República polaca 1918-1939         |
| Alemania nazi 1939-1945                    |
| República Popular de Polonia 1945-1989     |
| Polonia 1989-actualidad                    |